# Adenosinphosphosulfat
Adenosinphosphosulfat, genauer Adenosin-5’-phosphosulfat, abgekürzt APS, ist ein energiereiches Säureanhydrid von Schwefelsäure und der Phosphatgruppe von Adenosinmonophosphat im Stoffwechsel von Pflanzen und Mikroorganismen.

## Biochemie
Adenosinphosphosulfat ist ein Zwischenprodukt bei der Reduktion von Sulfat zu  Sulfit, das den ersten Schritt der assimilatorischen Sulfatreduktion – weiterführend zur Sulfidstufe des Schwefels – oder die Erzeugung von Sulfatestern darstellt. Da eine Direktreduktion freien Sulfates zu Sulfit energetisch ungünstig wäre (E0'=−0,5162 V), wird die Reduktion durch Verbrauch von ATP gekoppelt. Diese Reduktion katalysiert eine Sulfat-Adenylyltransferase (EC 2.7.7.4), bei der das entstehende Pyrophosphat noch hydrolysiert wird:
 + SO42−  {\displaystyle \rightleftharpoons } 
  {\displaystyle \rightleftharpoons }   + PPi
Die in APS vorkommende Sulfatgruppe kann dann entweder weiter durch eine APS-Reduktase (EC 1.8.99.2) zu Sulfit reduziert, oder durch Phosphorylierung an der 3’-OH-Gruppe der Ribose zu PAPS (Phospho-APS oder 3’-Phosphoadenosin-5’-phosphosulfat) „aktiviert“ werden (PAPS ist umgangssprachlich auch als „aktiviertes Sulfat“ bekannt).